# Leptodrassex
Genre
Leptodrassex est un genre d'araignées aranéomorphes de la famille des Gnaphosidae.

## Distribution
Les espèces de ce genre se rencontrent en Afrique, en Europe du Sud et au Proche-Orient.

## Liste des espèces
Selon World Spider Catalog (version 23.5, 12/10/2022) :
- Leptodrassex algericus (Dalmas, 1919)
- Leptodrassex capensis Haddad & Booysen, 2022
- Leptodrassex hylaestomachi (Berland, 1934)
- Leptodrassex murphyi Haddad & Booysen, 2022
- Leptodrassex simoni (Dalmas, 1919)

## Systématique et taxinomie
Ce genre a été décrit par Murphy en 2007 dans les Gnaphosidae.

## Publication originale
- Murphy, 2007 : Gnaphosid genera of the world. British Arachnological Society, St Neots, Cambs, p. 1-605.